# Миодраг Бата Костић
Миодраг Бата Костић (Улцињ, 1950) српски је музичар, гитариста, композитор и продуцент. Најпознатији као гитариста рок бенда ЈУ група, Костић је урадио неке од њихових највећих хитова. Основао је групу Bata Kostić Company и издао албум 2020. године по имену Старо гвожђе.

## Биографија
Рођен је у Улцињу 1950. године. Са непуних седам година се преселио у Тузлу, где је завршио основно школовање, средњу музичку школу и музичку академију. Био је члан групе Теруси која је основана 1964. године на иницијативу неколико студената Технолошко рударског факултета у Тузли. Оригиналну поставу поред Бате чинили су — Александар Саша Миоковић (вокал); Томислав Додо Крижан (ритам гитара); Зоран Паки (бас, вокал) и Мустафа Муфо Хаџиефендић (бубњеви).
Од 1971. године, по позиву из Београда, постао је гитариста бенда ЈУ група. Први радио снимак ЈУ групе била је Батина композиција „Чекам те”. Она је снимана за потребе Радио Београда, тада популарну радијску емисију Вече уз радио, коју је уређивао и водио Никола Караклајић. Од десетак албума колико је снимила ЈУ група, Бата није учествовао само на њих неколико, три или четири (мисли се на период 1970-тих). Урадио је неке од њихових најпопуларнијих песама као што су „Косовски божури” и „Од злата јабука”.
Фебруара 1975. године у загребачком Дому спортова одржан је концерт „Конгрес југословенских рок мајстора“. На концерту су наступали: Горан Бреговић, Крешимир Шоштар, Весели Оршолић, Желимир Ковачевић Пес, Радомир Михајловић Точак, Ведран Божић, Јосип Бочек и Миодраг Бата Костић.
После тога организована је турнеја широм СФРЈ на којој су свирали гитаристи: Ведран Божић (група „Тајм“), Јосип Бочек (екс „Корни група“), Миодраг Бата Костић („ЈУ група“) и Горан Бреговић („Бијело дугме“). Ритам секцију су чинили: Жика Јелић и Раша Ђелмаш из „ЈУ групе“.
Године 1975, са четири песме учествовао је на издању „Конгрес рок мајстора“. То издање је окупило неке од најбољих гитариста тог времена укључујући Горана Бреговића, Ведрана Божића, Миодрага Бату Костића и Јосипа Бочека.
Учествовао је на албуму „Легенде JU рока уживо“ (Југотон, 1987) који је укључивао разне извођаче као што су YU група, Индекси, Драго Млинарец, Тајм, Р.М. Точак Бенд и Корни група.
Док је боравио у Тузли, основао је групу „RockStars” у постави — Елвис Гарагић (вокал); Синан Алимановић (оргуље, продукција); Мустафа Сушић (бас); Дамир Синановић Бумбар (бубњеви). Снимили су један албум по имену „Идемо даље“ (WinnMusic, 2007). Треба споменути и групу Рок мисија, чији је и Бата био члан, уз остале музичаре (Драган Јовановић Крле, Јосип Бочек, Нинослав Луковњак, Саша Ранђеловић, Срђан Милачић и Миодраг Бата Костић). Снимили су албум „Zeitgeist” (за ПГП РТС, 2008). Током дуге каријере Бата је сарађивао и са другим разним музичарима, група Опус, Борис Аранђеловић из Смака и многи други.
Почетком 2020. године са групом Bata Kostić Company, коју је основао, издаје албум по имену „Старо гвожђе”.

## Дискографија
- 1975: Конгрес рок мајстора (Југотон)
- 2007: Идемо даље (WinnMusic)
- 2008: Zeitgeist (ПГП РТС)
- 2020: Старо гвожђе (Кроација рекордс)

са ЈУ групом
- „Међу звездама“ (Југотон 1977)
- „Само напред...“ (ПГП РТБ 1979)
- „Од злата јабука“ (ЗКП РТЉ 1987)
- „Има наде“ (ПГП РТБ 1988)
- „Трагови“ (ПГП РТБ 1990)